# Atelopus loettersi
Atelopus loettersi é uma espécie de anfíbio anuro da família Bufonidae. Não foi ainda avaliada pela Lista Vermelha do UICN. Está presente no Peru.